# Luise (Wildschwein)

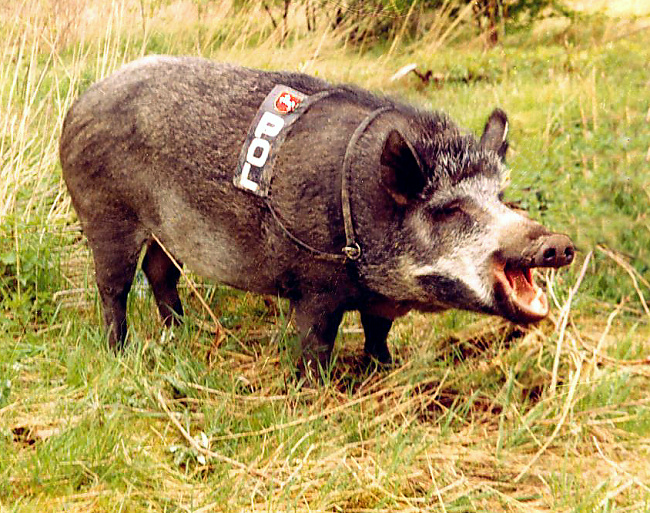
Wildschwein Luise mit Hoheitsabzeichen der Polizei Niedersachsen, etwa 1986

Luise (* 5. Juli 1984; † 18. April 1998) war ein Wildschwein, das von 1984 bis 1987 bei der Polizei Niedersachsen als Suchtier für Rauschgift und Sprengstoff ausgebildet und eingesetzt war. Ein Diensthundeführer in Hildesheim hatte die Bache analog zu Suchtmittelspürhunden ausgebildet. Luise war weltweit das erste Schwein im Dienst der Polizei und fand deswegen Aufnahme in das Guinness-Buch der Rekorde. Die bemerkenswerten Suchleistungen des ausgewachsenen 150 kg schweren Wildschweins kamen nur selten bei polizeilichen Einsätzen zur Anwendung. Luises Verdienst war die Imagewerbung zugunsten der Polizei bei Veranstaltungen und Fernsehauftritten. Postum fand Luise 2008 Aufnahme in das Buch Die berühmtesten Tiere der Welt.

## Leben

### Suchleistungen

Luise beim Suchen, ihr Führer motiviert sie durch Nähe und Zusprechen, etwa 1985

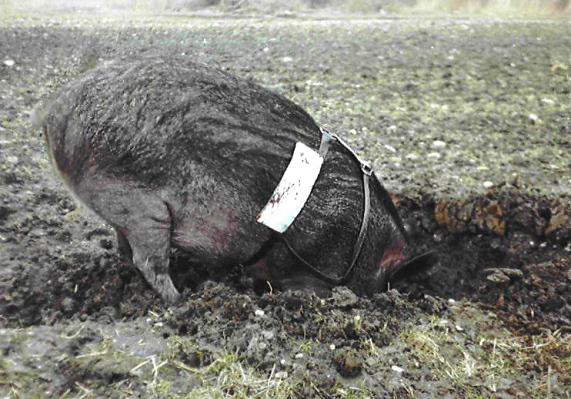
Luise beim Aufwühlen großer Löcher im Erdreich, etwa 1985

Luise kam im Familienpark Sottrum bei Hildesheim auf die Welt. Dort übernahm sie der Erste Polizeihauptkommissar Werner Franke, der das Diensthundewesen der Polizei Niedersachsen aufgebaut hatte, als drei Wochen alten Frischling. Er wollte prüfen, ob sich Wildschweine mit ihrem außergewöhnlichen Geruchsvermögen ebenso wie Hunde als Suchtmittelspürtiere für den Polizeidienst eignen. Hauptkommissar Franke hatte bei Spürhunden den Nachteil bemerkt, dass sie bei heißem Wetter ins Hecheln kommen und nicht mehr suchen. Wildschweine dagegen zeigen ständig einen ausgesprochenen Wühltrieb, da sie naturgemäß Nahrung im Boden suchen. Von Anfang an war klar, dass ein Wildschwein als Suchtier nur eine Ergänzung zu Diensthunden sein konnte. Wegen der körperlichen Ausmaße kam ein Wildschwein nur für den Sucheinsatz im Freigelände infrage, wo Drogenhändler Suchtmittel gelegentlich in Erddepots lagern.
Schon in den ersten Lebensmonaten wurde der Frischling Luise zum Aufspüren von Rauschgiften, wie Haschisch, Kokain und Heroin, ausgebildet. Im zweiten Lebensjahr wurde die Ausbildung auf das Erschnüffeln von 15 verschiedenen Sprengstoffarten (gewerbliche wie militärische sowie Selbstlaborate) ausgedehnt. Luise war mit ihrem Geruchssinn in der Lage, unter günstigen Suchbedingungen (warmes Wetter, lockerer Boden) zwei Spatenstich tief vergrabene Verstecke mit Drogen oder Sprengstoff zu finden, auch wenn sie sich in einem Misthaufen befanden. Auch konnte sie diese Stoffe in Koffern, Kisten oder anderen Behältnissen orten.

### Sozialverhalten
Luise gehörte dem Lehrbereich Diensthundewesen in Hildesheim an, der der „Polizeiausbildungsstelle für Technik und Verkehr Niedersachsen“ (PATVN) angegliedert war. Günstig für die Unterbringung in der Diensthundestaffel wirkte sich der Familiensinn von Wildschweinen aus. Luises Zwinger stand in einer Reihe mit denen der Diensthunde, die sie akzeptierten. Zum Diensthund ihres Führers, einem Rottweiler, hatte Luise von Anfang an ein freundschaftliches Verhältnis.

### Medienecho und Popularität
Nach dem ersten Pressebericht in der Hildesheimer Allgemeinen Zeitung im März 1985 nahmen sich nationale und internationale Medien des ungewöhnlichen Suchtieres der deutschen Polizei an. Fachzeitungen in den USA und der Sowjetunion berichteten über die Spürleistungen von Luise. Die polizeiinterne Zeitschrift Unsere Sicherheit des Niedersächsischen Innenministeriums würdigte das Tier und dessen Imagewerbung für die Polizei. Luise wurde mit ihren Spürleistungen zum Zuschauermagnet bei öffentlichen Veranstaltungen und Polizeischauen in Niedersachsen, aber auch deutschlandweit. Unter anderem trat sie Silvester 1985/86 bei einem Galaabend im Opernhaus Hannover auf, wo sie als Stargast ein Intermezzo gab. Die Boulevardpresse verstärkte die überregionale Popularität durch Berichterstattung mit reißerischen Aufmachern, wie „Bei der Polizei ist die Sau los“. Zeitungsberichte über Luise erschienen bald auf allen Kontinenten. Die Publicity führte zu einer Fülle positiver Schlagzeilen für die Polizei.
Die intensive Öffentlichkeitsarbeit mit ihren vielen Terminen behinderte die praktische Polizeiarbeit von Luise. Für die Rauschgiftsuche bei polizeilichen Einsätzen wurde sie in ihrer kurzen Dienstzeit nur in vier Fällen eingesetzt, bei denen sie in den Bereichen Celle und Bramsche zweimal fündig wurde.

### Offizielle Anstellung
Trotz der enormen Popularität drängte die Polizeiführung im Niedersächsischen Innenministerium im April 1985 Luises Führer und Ausbilder, das Tier aus dem Dienst zu nehmen. Die Anwesenheit des Wildschweins in polizeieigenen Liegenschaften wurde verboten, öffentliche Auftritte untersagt. Ein führender Polizeibeamter des Innenministeriums äußerte in einem Zeitungsinterview, dass das Wildschwein-Experiment ministeriell als ein privates Hobby des Hundeführers betrachtet werde und:

„Ein Schwein im Dienst der Polizei hat es noch nie gegeben und wird es niemals geben.“

Der Eklat entfachte in den Medien eine Welle der Entrüstung, bei dem sich unter anderem Abgeordnete des Niedersächsischen Landtags für Luise einsetzten. Auch die Landtagsfraktion der Grünen solidarisierte sich mit dem Wildschwein – ihr Sprecher, Jürgen Trittin, verkündete:

„Die Grünen wenden sich dagegen, daß Luise aus dem Polizeidienst entfernt werden soll. Die Grünen treten entschieden dafür ein: Schweine in den Polizeidienst.“

Im Juni 1985 erging ein Machtwort des niedersächsischen Ministerpräsidenten Ernst Albrecht. Er entschied, dass das Schwein offiziell in den Polizeidienst übernommen wird, obwohl es für diese Tierart bisher keinerlei polizeiinterne Verwaltungsvorschriften oder Haushaltsmittel gab. Luise wurde ab dann per Erlass des Innenministeriums als polizeiliches Einsatzmittel unter der Bezeichnung „Spürwildschwein“ (SWS) geführt.

### Auftritte

Polizeibeamter Werner Franke als Luises Führer und Ausbilder, etwa 1984

Luise führte ihre Suchleistungen bei zahlreichen Fernsehsendungen und -shows vor, darunter Sendungen mit Alfred Biolek, Günther Jauch, Joachim Bublath, Klausjürgen Wussow. 1988 spielte Luise im Kinofilm A.D.A.M. mit Désirée Nosbusch und Helmut Berger mit.
Luise und ihr Führer absolvierten rund 70 Fernsehauftritte und Rundfunkinterviews, darunter waren Sendungen und Berichte der Fernsehsender:
| - ZDF - Norddeutscher Rundfunk - Westdeutscher Rundfunk - Bayerischer Rundfunk - Hessischer Rundfunk - RTL - Sat.1 | - BBC (Großbritannien) - ABC (USA) - CBS (USA) - CNN (USA) - SVT (Schweden) - Nippon Television (Japan) - Channel 9 (Australien) |

### Auszeichnungen
- 1986 erklärte der Bund der Steuerzahler Luise zum Sparschwein des Jahres, sie sei ein idealer Beamter, genügsam und effizient. Luise begnüge sich mit Futter und Stroh als Gehalt und gehe ohne Pension in den Ruhestand.
- 1986 Eintrag in das Guinness-Buch der Rekorde als erstes Spürwildschwein im offiziellen Polizeidienst zum Aufspüren von Drogen.
- 1987 erklärte die Landesgruppe Niedersachsen der International Police Association Luise nach ihrem Ausscheiden aus dem aktiven Drogensuchdienst zur „Ehrensau“.

### Abschied
Am 1. April 1987 wurde der Polizeibeamte Werner Franke, der Luise ausgebildet und geführt hatte, pensioniert. Er und Luise wurden bei einer festlichen Veranstaltung vom niedersächsischen Innenminister Wilfried Hasselmann verabschiedet. Der Polizeibeamte nahm das Tier mit in den Ruhestand und übergab es dem Familienpark Sottrum, wo es sein Gnadenbrot erhielt. Vor ihrer Verabschiedung wurde Luise einem Keiler zugeführt und warf 1987 in Sottrum fünf Frischlinge. 1998 starb das Tier, an das ein Gedenkstein in dem Freizeitpark erinnert.

## Wissenschaftliche Erkenntnisse
Die Zusammenarbeit von Luise mit ihrem Führer erbrachte neue wissenschaftliche Erkenntnisse über das Geruchs-, Wahrnehmungs- und Lernvermögen von Wildschweinen sowie ihr Sozialverhalten. Luise findet Erwähnung in zahlreichen wissenschaftlichen Veröffentlichungen. Museale Darstellung fand das Tier durch Ausstellungen im Deutschen Zollmuseum in Hamburg, im Deutschen Polizeimuseum in Salzkotten, im Deutschen Hygiene-Museum in Dresden, im Glücksschweinmuseum in Stuttgart und im Westfälischen Museum für Naturkunde in Münster. Im Polizeimuseum Niedersachsen in Nienburg ist Luise dauerhaft ein kleiner Ausstellungsbereich gewidmet.

## Rezeption
In der Sendung „Der große Preis“ von Wim Thoelke wurde Luise zusammen mit Wum und Wendelin von Loriot in Szene gesetzt.
Luise inspirierte den französischen Regisseur Gérard Oury in der Kinokomödie Wer hat dem Rabbi den Koks geklaut? von 1986 dazu, ein Wildschwein namens Louisette als „Geheimwaffe“ der Pariser Drogenfahndung auftreten zu lassen.
Der Maler Sigmar Polke stellte ein Bildnis von Luise 1986 auf der Biennale Venedig aus.
2015 wurden Absichten einer in Spanien lebenden Deutschen bekannt, das Wildschwein Luise zum Botschafter seiner Rasse in Spanien zu machen, um dort den Tierschutz zu fördern. Hintergrund sind Jagden in der Serra de Collserola bei Barcelona.